# Limnophila tenuicornis
Limnophila tenuicornis är en tvåvingeart som beskrevs av Osten Sacken 1869. Limnophila tenuicornis ingår i släktet Limnophila och familjen småharkrankar. Inga underarter finns listade i Catalogue of Life.